# Нюньга
Нюньга — река в России, протекает в Александровском районе Владимирской области.
Устье реки находится в 33 км по правому берегу реки Серая примерно в 5 км к северо-востоку от Александрова. Длина реки составляет 26 км.

## Данные водного реестра
По данным государственного водного реестра России относится к Окскому бассейновому округу, водохозяйственный участок реки — Клязьма от города Ногинск до города Орехово-Зуево, речной подбассейн реки — бассейны притоков Оки от Мокши до впадения в Волгу. Речной бассейн реки — Ока.
Код объекта в государственном водном реестре — 09010300612110000031482.